# 102. odžačka brigada HVO
102. odžačka brigada HVO je bila brigada Hrvatskog vijeća obrane tijekom rata u Bosni i Hercegovini. Sjedište je bilo u Odžaku. Osnovana je 17. travnja 1992. godine.